# Breitenbach (Dolny Ren)
Breitenbach – miejscowość i gmina we Francji, w regionie Grand Est, w departamencie Dolny Ren.
Według danych na rok 1990 gminę zamieszkiwało 671 osób, 57 os./km².